# Catedrala Sfântul Petru din Regensburg
Catedrala Sfântul Petru din Regensburg, numită, în mod obișnuit, Catedrala din Regensburg sau Domul din Regensburg (în germană Regensburger Dom), este cea mai mare biserică din orașul Regensburg și catedrală a Diecezei de Regensburg. Biserica constituie un prim exemplu de arhitectură gotică în Germania meridională. Este cunoscută, în întreaga lume, prin corul său de băieți (în germană Regensburger Domspatzen).

## Dimensiuni
- Lungime (în interior): 86,00 m
- Lărgime (în interior): 34,80 m
- Înălțimea navei principale: 32 m
- Înălțimea turnului: 105 m

## Galerie de imagini

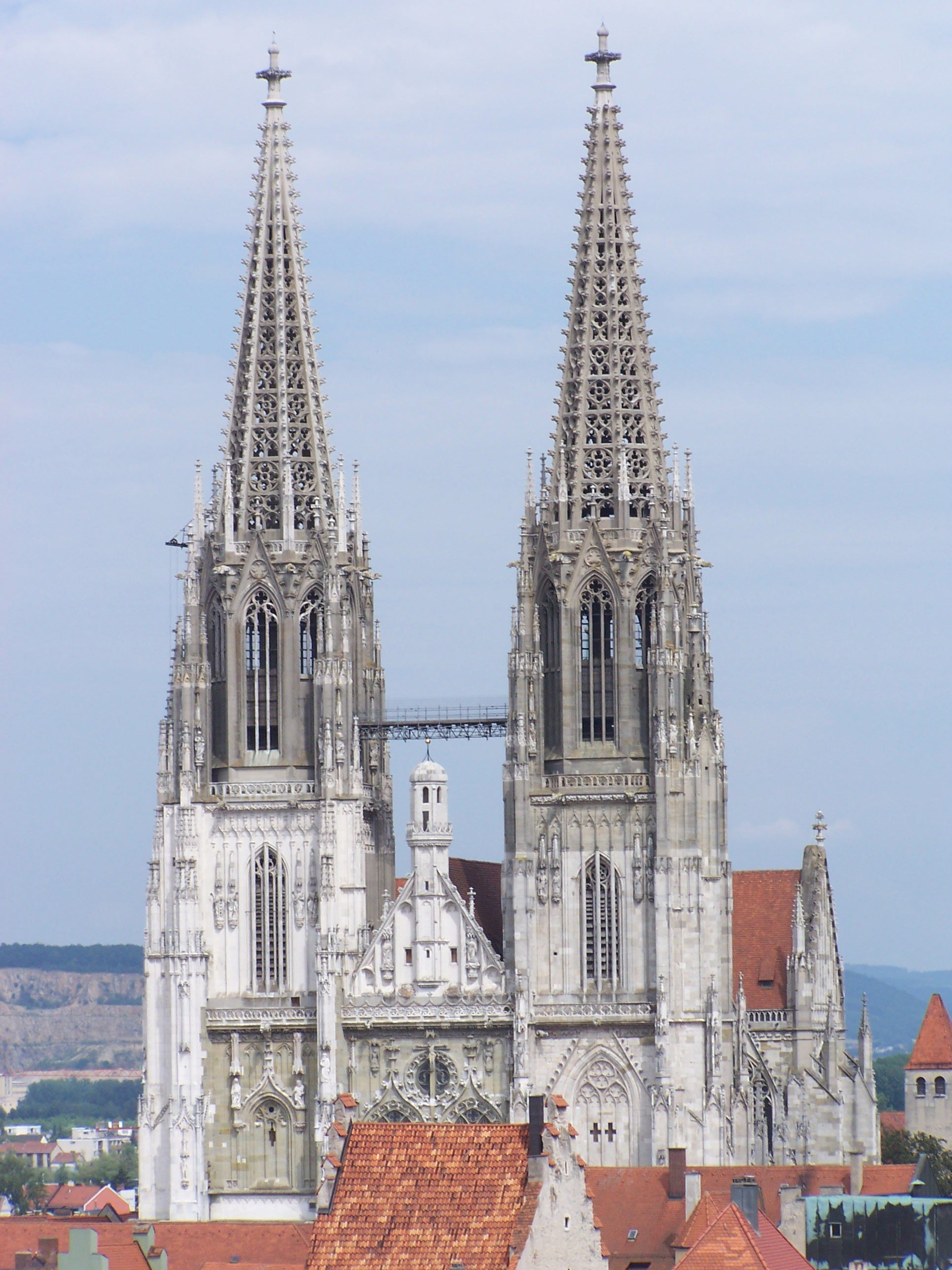
Faţada de vest a catedralei
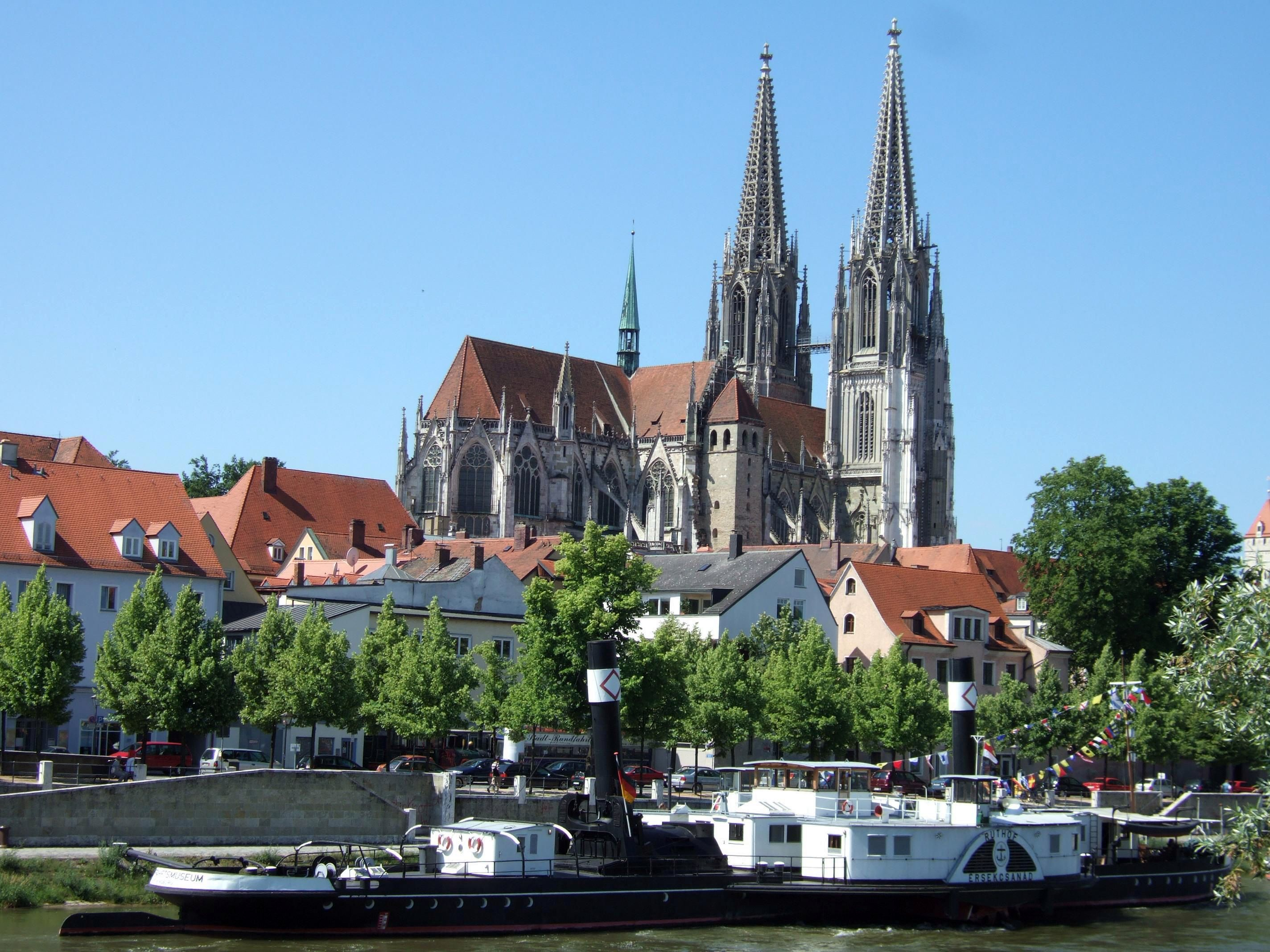
Catedrala din Regensburg văzută dinspre Dunăre
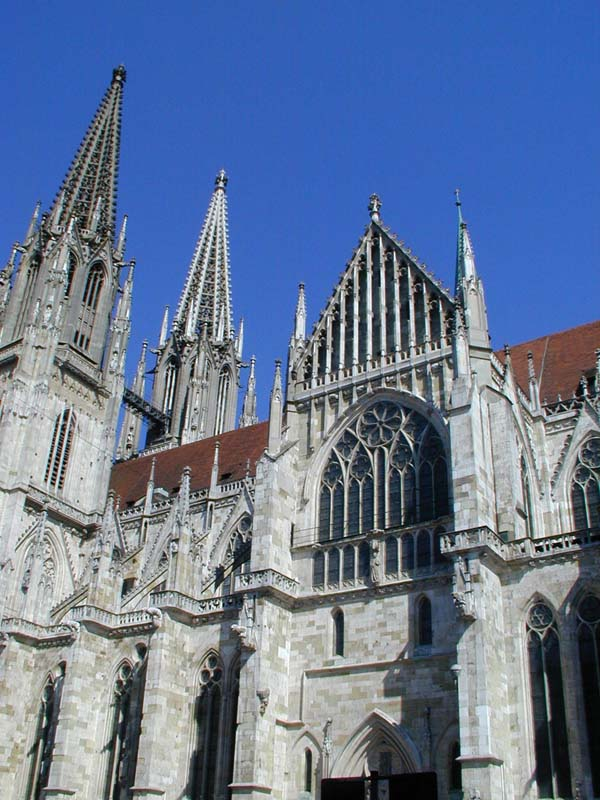
Catedrala din Regensburg, înainte de curăţarea zidurilor, în 2005
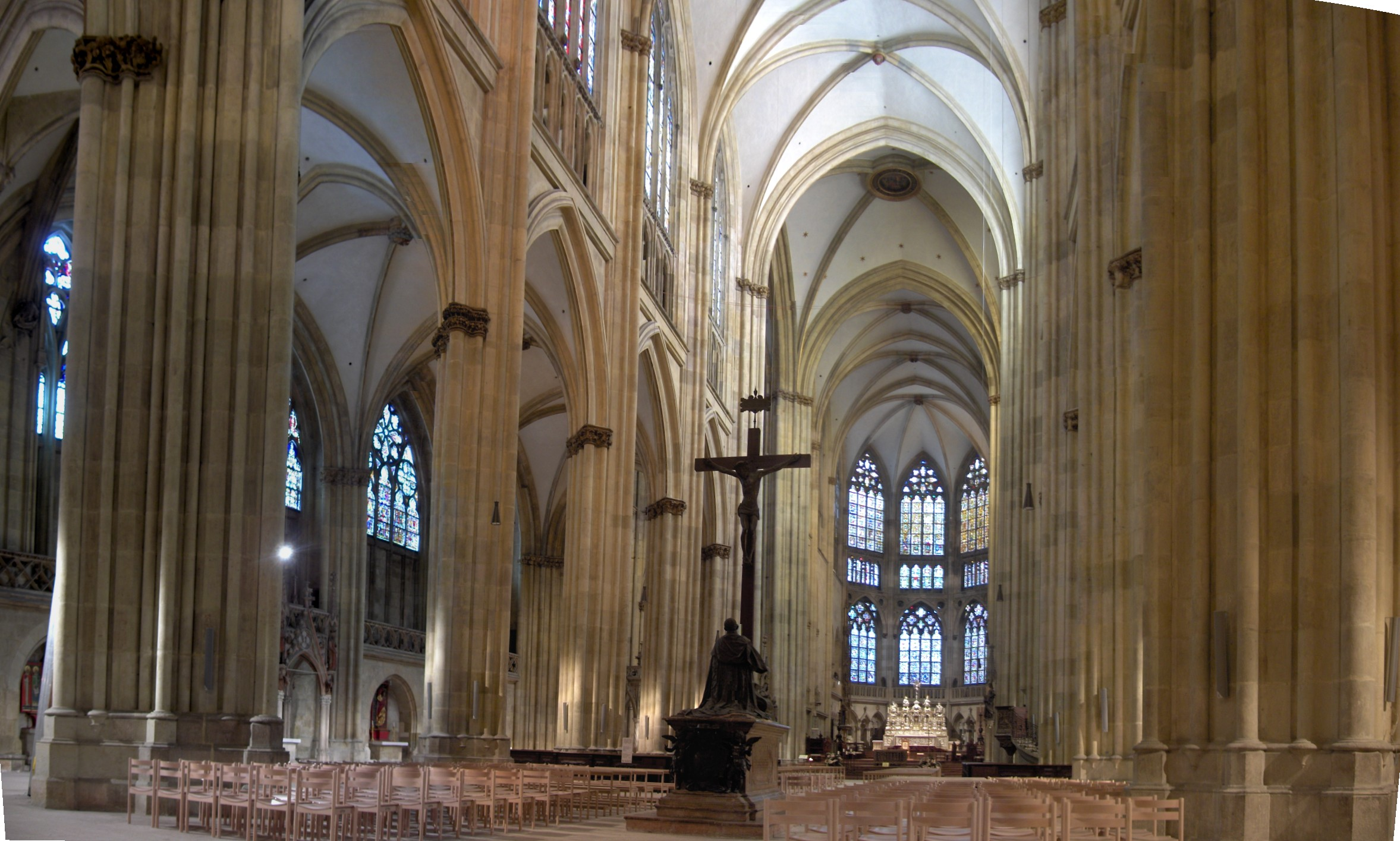
Vedere din interiorul Catedralei Sf. Petru din Regensburg